# Grande Atrator

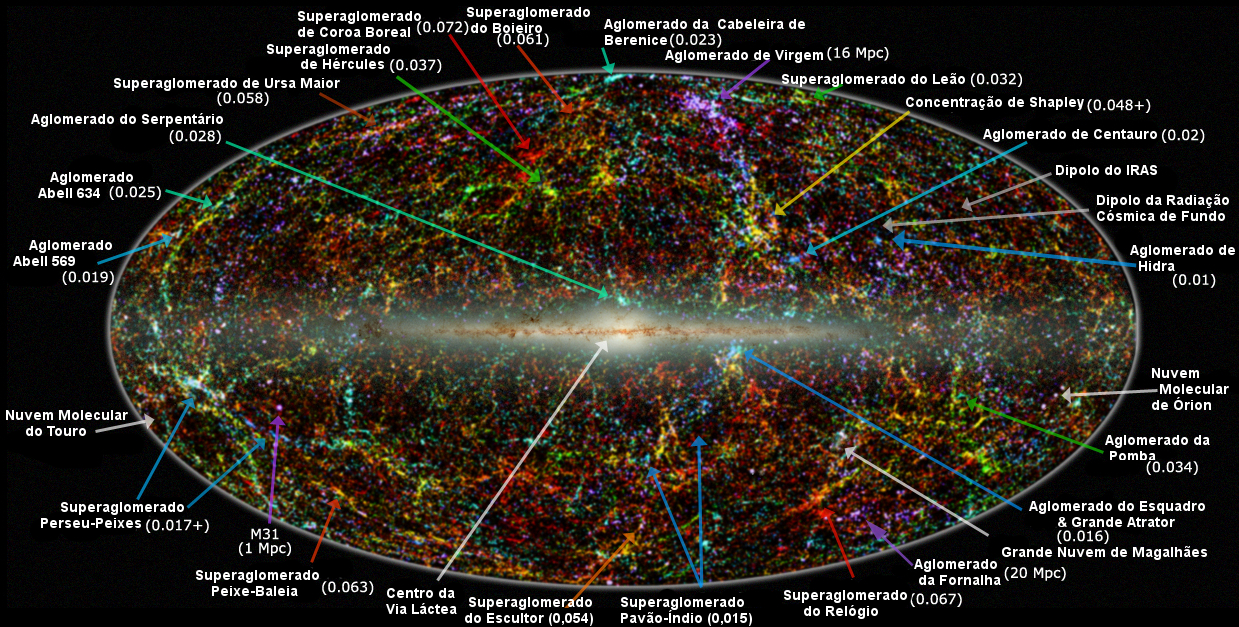
Vista panorâmica do céu em infravermelho próximo — a localização do Grande Atrator é indicada pela longa seta azul no fundo à direita.

O Grande Atrator é uma anomalia gravitacional no espaço intergaláctico dentro do alcance do Superaglomerado Hidra-Centauro, localizado, mais precisamente, próximo ao centro do Superaglomerado Laniakea. Tal perturbação revela a existência de uma concentração localizada de massa equivalente a dezenas de milhares de massas da Via Láctea, observável por seus efeitos no movimento das galáxias e seus aglomerados associados se estendendo por centenas de milhões de anos-luz.
Todas essas galáxias apresentam um desvio para o vermelho, em conformidade com o fluxo de Hubble, indicando que elas estão se afastando de nós e umas das outras, mas as variações em seus desvios para o vermelho são o suficiente para revelar a existência da anomalia. As variações em seus desvios para o vermelho são conhecidas como velocidades peculiares, e sendo essa variação de aproximadamente +700 km/s a −700 km/s, dependendo do desvio angular da direção em relação ao Grande Atrator.

## Localização
Os primeiros indícios de uma discrepância na expansão uniforme do universo vieram à tona em 1973, e novamente em 1978. A localização do Grande Atrator foi finalmente determinada em 1986, descobriu-se que ele se situa a uma distância de 150 a 250 milhões de anos-luz (47–79 Mpc) (a última sendo a estimativa mais recente) da Via Láctea, em direção às constelações de Hidra e Centauro. Os objetos nessa direção se localizam próximos à Zona de Evitamento (a parte do céu noturno obscurecida pela Via Láctea) e são portanto difíceis de serem estudados em comprimentos de ondas de luz visível. Observações em raios X revelaram que essa região do espaço é dominada pelo Aglomerado do Esquadro (ACO 3627), um aglomerado maciço de galáxias em que predominam galáxias antigas de grande porte, muitas das quais em rotas de colisão umas com as outras e/ou irradiando intensamente ondas de radio.

## Debate acerca da massa aparente
Em 1992, grande parte do sinal aparente do Grande Atrator fora atribuída ao efeito do viés de Malmquist. Em 2005, astrônomos conduziram um recenseamento em raio X de uma porção do céu, num estudo conhecido como projeto Clusters in the Zone of Avoidance (CIZA) (Aglomerados na Zona de Evitamento), e concluíram que o Grande Atrator possuía de fato apenas um décimo da massa estimada originalmente. O levantamento também confirmou as antigas teorias de que a Via Láctea vem sendo atraída em direção a um aglomerado de galáxias muito mais massivo próximo ao Superaglomerado de Shapley, que se localiza além do Grande Atrator.

## O fluxo escuro
O fluxo escuro é uma tendência das galáxias de se mover em determinada direção, a qual se pensava ser a do Grande Atrator, mas o sentido desse movimento agora especula se localizar fora do Universo observável. Essas descobertas controversas foram publicadas em 2008.

## Na ficção
O Grande Atrator foi mencionado na série "Pip and Flinx", de Alan Dean Foster, no livro Flinx's Folly. O Grande Atrator é citado como uma tentativa de uma antiga raça de alienígenas de criar algo cujo empuxo gravitacional é forte o bastante para mover a Via Láctea, assim como as outras galáxias.
O Grande Atrator é também uma das principais locações na série de livros Xeelee, de Stephen Baxter, especificamente no livro Ring no qual é descrito como uma corda cósmica, artificialmente introduzida em um loop, criando o fenômeno do Grande Atrator.
No filme Men in Black, o Grande Atrator é descrito como um ser sensível que, além de ter distorcido o arranjo das galáxias próximas, causou o Apagão em Nova Iorque de 1977 com um dispositivo agora guardado em segurança na sede dos MIB.
O Grande Atrator é mencionado pelo nome de "Azrael" em Reaper Man por Terry Pratchett (1991), como a morte final do Discworld.
Uma tira cômica de xkcd menciona o Grande Atrator.